# Championnat du Nicaragua de football 1985
Navigation
Saison précédente Saison suivante
La Primera División 1985 est la quarante-deuxième édition de la première division nicaraguayenne.
Lors de ce tournoi, le Deportivo Masaya a tenté de conserver son titre de champion du Nicaragua face aux meilleurs clubs nicaraguayens.
Les clubs nicaraguayens sont interdits de participation à la Coupe des champions de la CONCACAF durant la période sandiniste dans le pays.

## Bilan du tournoi
| Tableau d'Honneur |                 |
| Compétition       | Vainqueur       |
| Primera División  | América Managua |

| Promotions et relégations   |         |
| Relégué en Segunda División | Inconnu |
| Promu de Segunda División   | Inconnu |